# 脉田遗址
脉田遗址，位于山东省威海市文登市高村镇脉田村，是中华人民共和国山东省文物保护单位之一。
1992年6月12日，授予山东省文物保护单位，是一座古遗址。